# Quierzy
Quierzy (còn gọi là Quierzy-sur-Oise) là một xã ở tỉnh Aisne, vùng Hauts-de-France thuộc miền bắc nước Pháp.